# CMP FAT

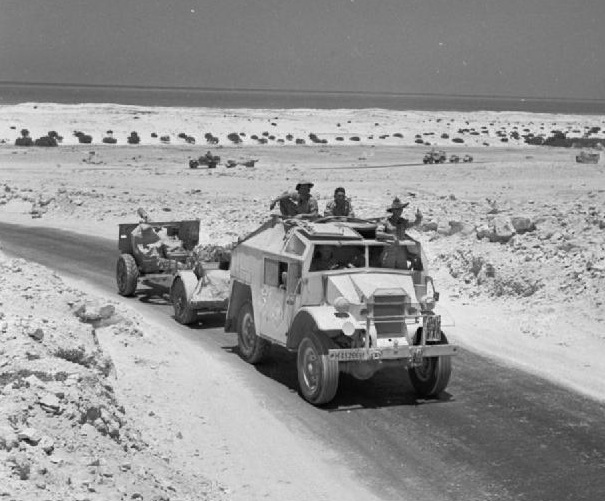
Ein CMP Feldartillerie-Traktor der 9. Australischen Division zieht ein 25-Pfünder-Feldgeschütz während der Ersten Schlacht von El Alamein am 9. Juli 1942

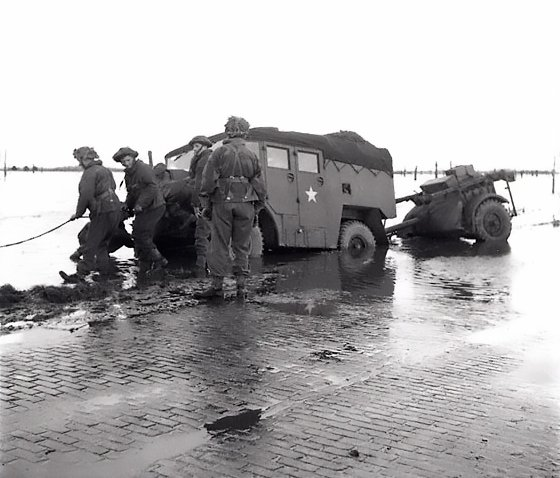
Ein Geschütztraktor rutschte am 28. Oktober 1944 auf der überschwemmten Insel Beveland von der Straße

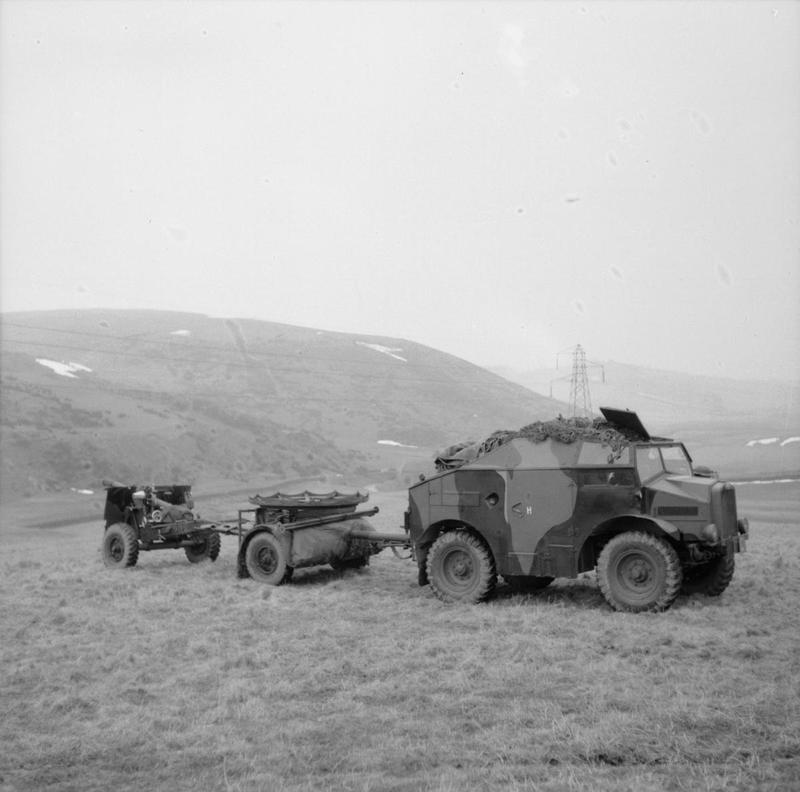
Die Britische Armee im Vereinigten Königreich 1939–45: Morris-Commercial C8 'Quad' Artillerie-Traktor mit Nachläufer und 25-Pfünder-Feldgeschütz, bei einer Übung in Schottland, 20. März 1941

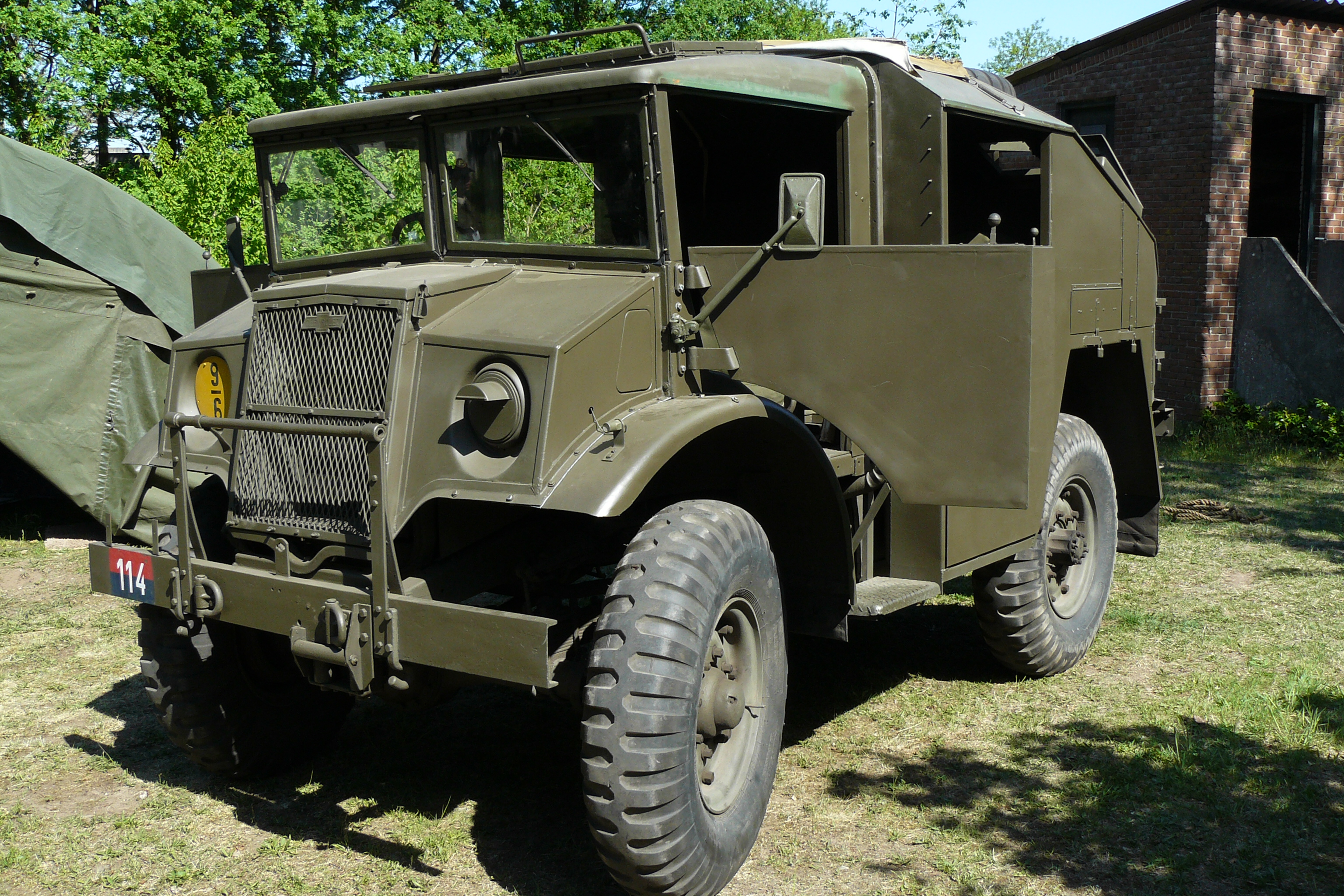
Restaurierter CMP FAT in den Niederlanden

Die CMP FAT (Field Artillery Tractor) waren Artilleriezugmaschinen, die im Zweiten Weltkrieg als Canadian Military Pattern (CMP) - Fahrzeuge für die Alliierten Streitkräfte gefertigt wurden. Hersteller der CMP FAT waren Chevrolet und Ford. Mit den Kurzbezeichnungen CGT (Chevrolet Gun Tractor) und FGT (Ford Gun Tractor) wurde eine große Zahl verschiedener Ausführungen dieser Fahrzeuge bis über den Krieg hinaus gefertigt.

## Hintergrund
Der große Bedarf von Militärfahrzeugen innerhalb des britischen Commonwealth während des Zweiten Weltkriegs führte dazu, dass in Kanada mit der Serienproduktion von Lastkraftwagen, Artillerietraktoren und anderen Fahrzeugen, wie gepanzerten Kettenfahrzeugen, begonnen wurde. Diese zumeist nach britischen Plänen konzipierten Fahrzeuge wurden an die Fertigungsmöglichkeiten und vorhandenen Bauteile auf dem nordamerikanischen Kontinent angepasst und danach als Canadian Military Pattern-Fahrzeuge bezeichnet.
Die Kategorie der FAT war konzipiert worden, um Geschütze und Protzanhänger auch in schwerem Gelände in Stellung bringen zu können. Insbesondere die 25-pounder Howitzer und die 17-pdr-Anti Tank Gun wurden mit FAT gezogen. Für den Einsatz im schwierigen Gelände verfügten die FAT über eine Winde.

## Entwicklung
Vorbild der FAT war der Field Tractor Morris C8. Dieser war bereits vor dem Zweiten Weltkrieg für die britischen Streitkräfte entwickelt worden. Die CMP-Modelle kopierten von diesem Fahrzeug sogar die Rechtslenkung, obwohl in Kanada bereits in weiten Landesteilen Rechtsverkehr üblich war.

## Produktion
Die ersten CMP FAT entstanden frühzeitig nach dem Kriegsbeginn, zwischen 1940 und 1941. Insbesondere nach dem Rückzug aus Frankreich, bei dem in Dünkirchen große Teile der modernen britischen Ausrüstung verloren gingen, halfen die CMP-Fahrzeuge, die britischen und Commonwealth-Streitkräfte neu auszurüsten.
Teilweise wurden nur Fahrgestelle oder Bauteile an andere Commonwealthstaaten geliefert. So fertigte Australien eigene FAT-Aufbauten, und auch Indien baute auf den gelieferten Fahrgestellen vollständig neue Fahrzeuge auf. Hierbei wurden gelegentlich gepanzerte Aufbauten verwendet, aber auch Holzaufbauten waren nicht selten.

## Ausführungen
Basistyp:
- Chevrolet 8440/CGT Tractor, 4x4, Field Artillery
- Ford C291Q FGT Tractor, 4x4, Field Artillery

Aufbauversionen:
- 7A1 beetle-back body mit zwei Türen und festem Dachaufbau
- 7A2 beetle-back body mit zwei Türen und Dachöffnung mit Plane
- 7B1 beetle-back body mit vier Türen und Dachöffnung mit Plane
- 7B2 beetle-back body mit vier Türen und Dachöffnung mit Plane und Reserveradhalterung auf dem hinteren Aufbau
- 7B3 offene Fahrerkabine mit Plane und vier Türen mit einem Ersatzrad auf dem hinteren Laderaum

## Varianten
Das Fahrgestell des Ford Gun Tractor wurde auch für eine Ausführung mit Pritsche verwendet, die als GS bezeichnet wurde. Auch eine Variante mit einem Tankaufbau wurde mit dem Ford-Fahrgestell realisiert.